# Azar objetivo
El azar objetivo (hasard objectif) es uno de los conceptos fundamentales del surrealismo. La expresión procede de Engels, pero André Breton, teórico del movimiento, le dio un sentido peculiar. Designa la confluencia inesperada entre lo que el individuo desea y lo que el mundo le ofrece. Así, uno está pensando en determinada persona y de repente, al cruzar una esquina, topa con ella. Se trata, pues, de coincidencias o casualidades, pero cargadas de un valor emocional que las vuelve significativas. El psiquiatra Carl Jung, en sus últimos escritos, estudió también este fenómeno y lo denominó fenómeno de sincronicidad.